# Fraubrunnen
Fraubrunnen é uma comuna da Suíça, situada no distrito administrativo de Berna-Mittelland, no cantão de Berna. Tem 7,69 km² de área e sua população em 2018 foi estimada em 5.106 habitantes.